# Blue chip
Blue chip – określenie dużej spółki giełdowej, cieszącej się zaufaniem inwestorów i mającej dobrą sytuację finansową. Spółki blue chips charakteryzują się dużą kapitalizacją i płynnością oraz stosunkowo stabilnym kursem.
Genezą terminu jest kolor najdroższego żetonu do gry w kasynach Monte Carlo.
W Polsce mianem blue chips można określić spółki wchodzące w skład indeksu giełdowego WIG20.
Przykłady firm zachodnich „Blue chip”: Apple, IBM, Coca-Cola Company, Ford, Google.